# Aulacophora bicolor
Aulacophora bicolor  (лат.) — вид жуков-листоедов рода Aulacophora из подсемейства козявок (Galerucinae).

## Распространение
Вьетнам, Индия, Индонезия, Камбоджа, Китай, Лаос, Малайзия, Таиланд, Филиппины, Тайвань, Шри-Ланка, Япония. Один из 10 видов рода, обнаруженных на Тайване.

## Описание
Мелкие ярко-окрашенные жуки, надкрылья жёлто-коричневые с чёрными пятнами (вплоть до полностью чёрных). Самцы: длина 6,6-8,2 мм, ширина 3,3-4,3 мм. Самки: длина 8,8-9,8 мм, ширина 4,3-4,9 мм). Усики 11-члениковые. Тело овально-вытянутое, места прикрепления усиков разделены, пронотум с поперечным вдавлением (бороздкой), эпиплеврон элитр усечён (резко суживается к вершине) за средней линией надкрылий, передние тазиковые впадины сзади открытые, абдоминальный 5-й вентрит трёхлопастный, голени вооружены апикальными шпорами, коготки лапок раздвоенные.
Питаются двудольными растениями: Cucurbitaceae: Zehneria mucronata.
Вид был впервые описан в 1801 году немецким энтомологом Фридрихом Вебером (Friedrich Weber, 1781—1823), а его валидность была подтверждена в ходе ревизии рода тайваньским энтомологом Хи-Фенг Ли (Chi-Feng Lee; Taiwan Applied Zoology Division, Taiwan Agricultural Research Institute, Taichung, Тайвань) и голландским колеоптерологом Роном Биненом (Ron Beenen; Martinus Nijhoffhove, Nieuwegein, Нидерланды).